# قائمة المواقع والمعالم المصنفة في ولاية ميلة
هذه قائمة حصرية للمواقع الأثرية والمعالم التاريخية المصنفـــة حسب وزارة الثقافة والاتصال (الجزائر) لولاية ميلة
| رقم    | اسم                   | وصف | موقع | مدينة | قسم  | الإحداثيات | صورة |
| ------ | --------------------- | --- | ---- | ----- | ---- | ---------- | ---- |
| 43-001 | اثار ميلاف            |     |      |       | ميلة |            | صورة |
| 43-002 | حمامات بانبريانوس     |     |      |       | ميلة |            | صورة |
| 43-003 | المدينة القديمة بميلة |     |      |       | ميلة |            | صورة |